# China nos Jogos Olímpicos de Verão de 2020
A China foi representada nos Jogos Olímpicos de Verão de 2020 por um total de 405 desportistas, 282 mulheres e 123 homens, que competem em 30 desportos. O responsável pela equipa olímpica é o Comité Olímpico Chinês, bem como as federações desportivas nacionais da cada desporto com participação.
Os portadores da bandeira na cerimónia de abertura foram o praticante de taekwondo Zhao Shuai e a jogadora de voleibol Zhu Ting.